# Guidobald von Thun und Hohenstein

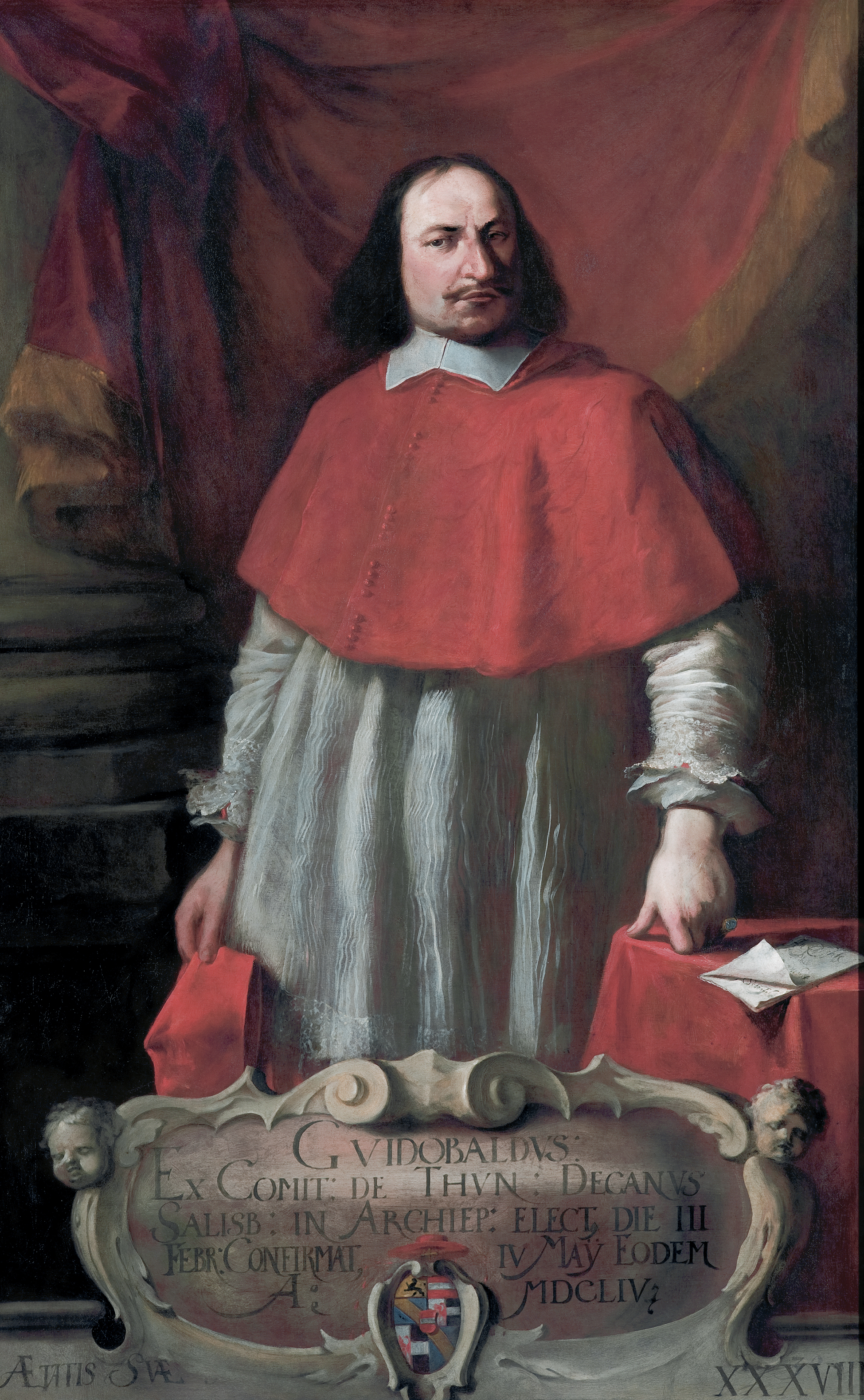
Erzbischof Guidobald Graf von Thun und Hohenstein (Ölgemälde von Johann Heinrich Schönfeld, vermutl. vor 1667)

Guidobald Graf von Thun und Hohenstein (* 16. Dezember 1616 in Castelfondo, Tirol; † 1. Juni 1668 in Salzburg) war ein römisch-katholischer Geistlicher, Kardinal und von 1654 bis 1668 Fürsterzbischof des Fürsterzbistums Salzburg. 1662 wurde er Prinzipalkommissar auf dem Reichstag sowie 1666 Bischof von Regensburg.

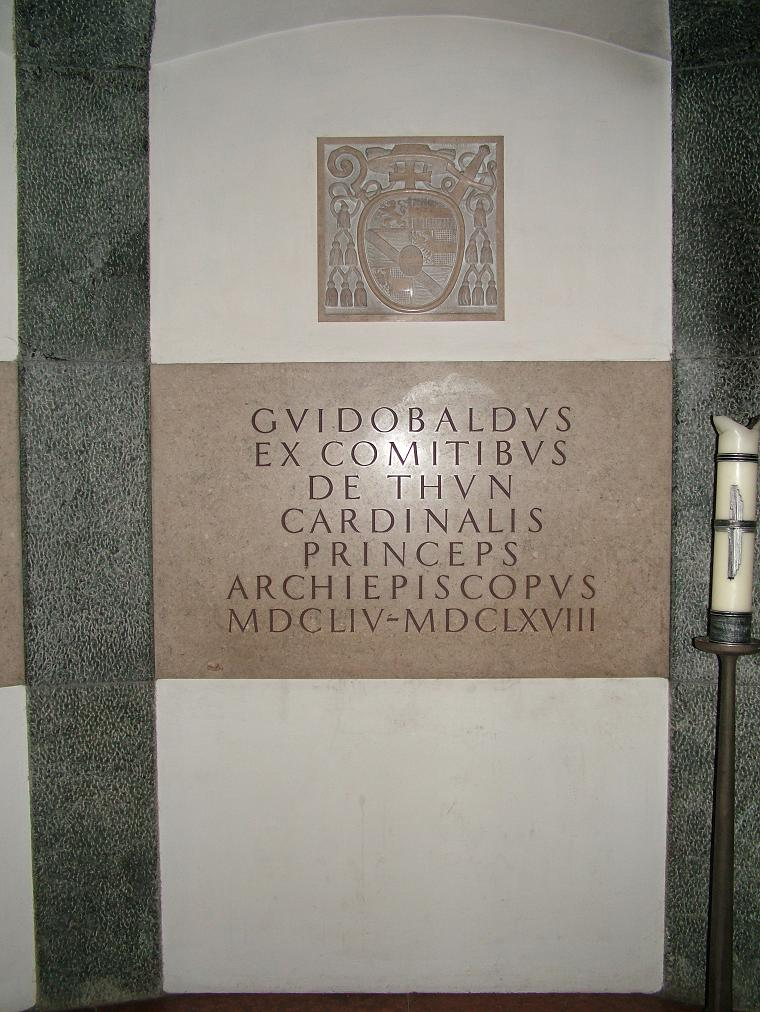
Grabstätte von Erzbischof Thun

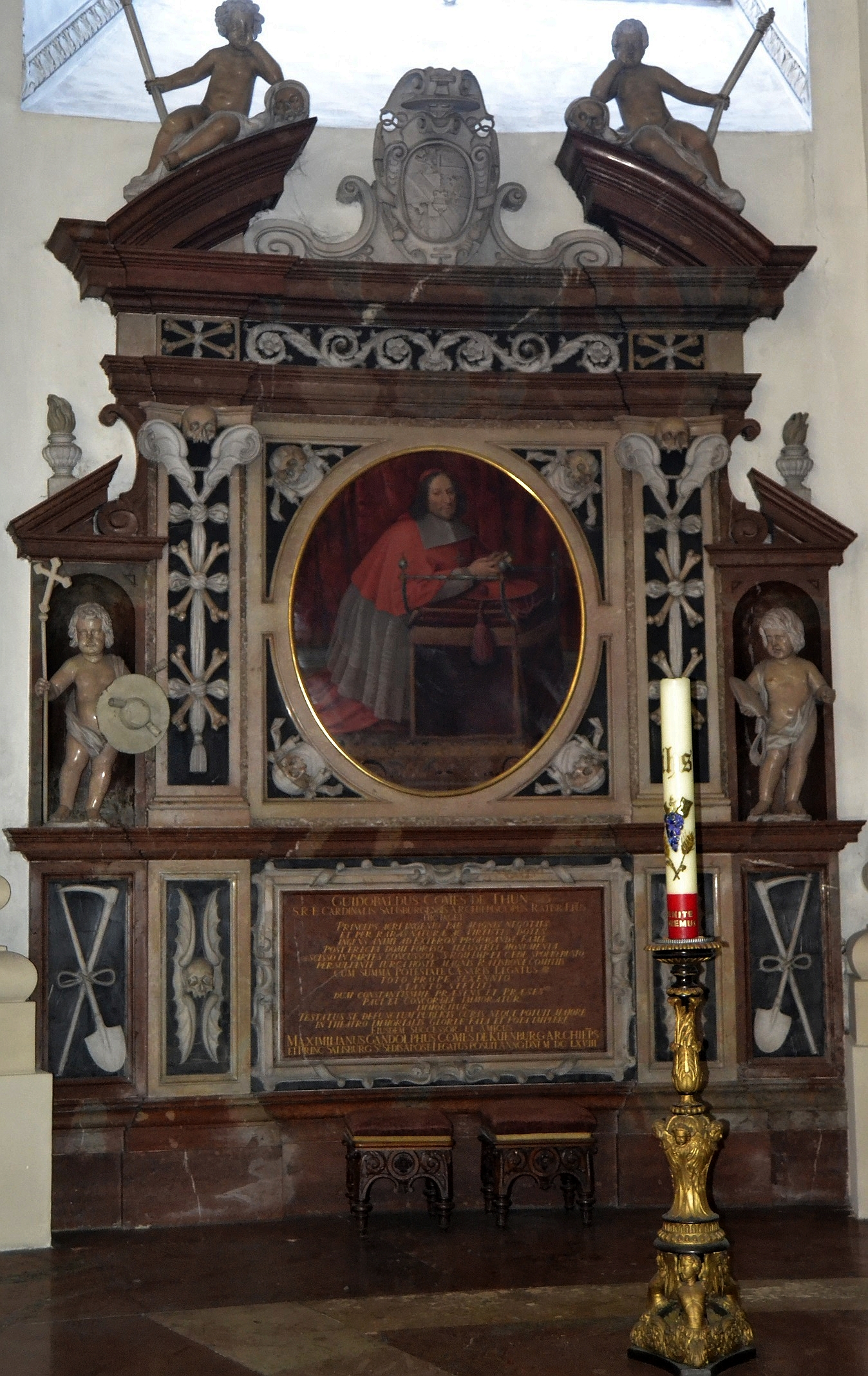
Denkmal für Erzbischof Thun im Salzburger Dom

## Leben
Guidobald, aus dem Geschlecht von Thun, wurde am 3. Februar 1654 zum Erzbischof von Salzburg gewählt. Die Bischofsweihe empfing er am 24. September desselben Jahres vom Prager Erzbischof und Kardinal Ernst Adalbert von Harrach. Der Hof- und Kammer-Rat und Chronist Franz Dückher (Franziskus Dückher von Hasslau zu Urstein und Winckl; 1609–1671), der für ihn arbeitete beschrieb ihn:

„Er war ein gelehrter, scharfsinniger, großmütiger, gerechter, mildreicher und freigebiger Herr, beinebens ein fleißiger, unverdrossener, guter Hauswirt, der sich wenig Kurzweil und Ruh gelassen, sondern in seiner ganzen Regierung, sonderlich die letzten Jahre auf dem Reichstag mit Tag und Nacht unausgesetzter Kopf- und Sinnesarbeit sein Zeit und Leben verkürzt.“

Guidobald von Thun war dabei prachtliebend und schätzte prunkvolle Repräsentation.
Unter seiner Herrschaft wurden die Türme des Salzburger Domes in ihrer heutigen Gestalt fertiggestellt und die beiden Bogengänge des Domes hinzugefügt. Auch der prächtige Brunnen auf dem Residenzplatz wurde errichtet und die Winterreitschule (heute Felsenreitschule) gebaut. Die Universität erweiterte er um einen Lehrstuhl für Medizin und vollendete das Universitätsgebäude.
1662 wurde er von Kaiser Leopold I. zum Prinzipalkommissar auf dem Immerwährenden Reichstag in Regensburg ernannt. Seit dieser Zeit war er nur noch selten in Salzburg. Als seine Vertretung fungierte der Bischof von Chiemsee Franz Vigilius von Spaur.
Am 7. März 1666 erfolgte die Wahl zum Bischof von Regensburg. Durch die Wahl erhoffte man sich, die Schuldenlast des Hochstifts reduzieren zu können, und tatsächlich verzichtete Guidobald auf seine Einkünfte. Genau ein Jahr später, am 7. März 1667, erfolgte seine Erhebung zum Kardinal durch Papst Alexander VII. Guidobald führte als erster Erzbischof den Titel Primas Germaniae. Der Titel kam ihm aufgrund der päpstlichen Legatenwürde zu, die traditionell mit dem Metropolitansitz verbunden war und dem Erzbischof von Salzburg eine herausgehobene Stellung unter den deutschen Bischöfen verlieh.

## Ableben
Am 8. Mai 1668 bestieg der Erzbischof eine Kutsche, um nach Hellbrunn zu fahren, wo er fischen wollte. Als er zwischen zwei Weihern über eine kleine Brücke schritt, brach ein Brett unter seinen Füßen, Kardinal Guidobald stürzte und stand daraufhin bis auf die Knie im Wasser. Er schenkte diesem kleinen Malheur, bei dem nicht einmal seine Strümpfe zerrissen waren, wenig Beachtung. An beiden Schienbeinen hatte er sich allerdings Quetschungen und Abschürfungen zugezogen. An seinem linken Bein entwickelte sich eine Entzündung, die sich bis auf den Oberschenkel ausbreitete. Durch einen kleinen oberflächlichen Infektionsherd waren Bakterien eingedrungen und hatten zuerst Wundbrand verursacht, der zu einer Blutvergiftung führte. Guidobald von Thun und Hohenstein verstarb am 1. Juni 1668, 24 Tage nach dem Unfall, an einer Sepsis.
Franz Ortner
Erzbischof Thun wurde in der Krypta des Salzburger Doms beigesetzt.